# Plesna zveza Slovenije
Plesna zveza Slovenije je slovensko združenje, ki organizacijsko povezuje več plesnih društev in dve strokovni združenji: Združenje plesnih vaditeljev, učiteljev in trenerjev Slovenije (ZPVUTS) in Združenje plesnih sodnikov Slovenije (ZPSS). Popularizira in organizira učenje več zvrsti plesov, kot so:
- Standardni plesi,
- Latinskoameriški plesi,
- Akrobatski rock 'n' roll,
- Moderni tekmovalni plesi,
- Šov plesi,
- Rekreacijski plesi,
- Družabni plesi,...